# توماس باتريك روجر فولي
توماس باتريك روجر فولي (بالإنجليزية: Thomas Patrick Roger Foley)‏ هو قسيس أمريكي، ولد في 6 مارس 1822 في بالتيمور في الولايات المتحدة، وتوفي في 19 فبراير 1879 في شيكاغو في الولايات المتحدة.